# 伊藤健市
伊藤 健市（いとう けんいち、1952年11月22日-　）は、日本の経営学者。関西大学教授。
姫路市生まれ。1976年大阪市立大学商学部卒。1983年同志社大学大学院博士課程商学研究科満期退学、92年「アメリカ企業福祉論 20世紀初頭生成期の分析」で中央大学経営学博士。1983年大阪産業大学専任講師。助教授、教授。1998年関西大学商学部教授。労務管理が専門。

## 著書
- 『アメリカ企業福祉論 20世紀初頭生成期の分析』ミネルヴァ書房 1990
- 『労務論講義』晃洋書房 1993
- 『現代の労務管理』知碩書院 1998
- 『よくわかる現代の労務管理』ミネルヴァ書房 やわらかアカデミズム・<わかる>シリーズ　2006
- 『インターナショナル・ハーヴェスター社従業員代表制の研究』関西大学出版部 2008
- 『資源ベースのヒューマン・リソース・マネジメント』中央経済社 2008
- 『「やりがいのある仕事」と「働きがいのある職場」  ブラック企業を反面教師に』晃洋書房 2017

### 共編著
- 『現代企業の基本問題』足立辰雄共編著 税務経理協会 1998
- 『アメリカ企業のヒューマン・リソース・マネジメント』田中和雄,中川誠士共編著 税務経理協会 2002
- 『やさしく学ぶマネジメントの学説と思想』渡辺峻,角野信夫共編著 ミネルヴァ書房 2003現代アメリカ企業の人的資源管理』田中和雄,中川誠士共編著 税務経理協会 2006
- 『ニューディール労働政策と従業員代表制 現代アメリカ労使関係の歴史的前提』関口定一共編著 ミネルヴァ書房 Minerva人文・社会科学叢書 2009
- 『アメリカの経営・日本の経営 グローバル・スタンダードの行方』中川誠士,堀龍二共編著 ミネルヴァ書房 現代社会を読む経営学 2010
- 『学生のためのキャリアデザイン入門』渡辺峻共編著 中央経済社 2010
- 『グローバル経済における経営と会計の研究』大倉雄次郎,陶山計介共編著 関西大学出版部 2010
- 『はじめて学ぶ人のための人材マネジメント論入門』齊藤毅憲,渡辺峻共著 文眞堂ブックス セメスターテキストシリーズ 2010

### 翻訳
- D.A.レン, R.G.グリーンウッド『現代ビジネスの革新者たち テイラー、フォードからドラッカーまで』井上昭一,廣瀬幹好共監訳 ミネルヴァ書房 2000
- ユージン・マッケナ, ニック・ビーチ『ヒューマン・リソース・マネジメント 経営戦略・企業文化・組織構造からのアプローチ』田中和雄共監訳 税務経理協会 2000
- ロバート・オザーン『アメリカ労使関係の一系譜 マコーミック社とインターナショナル・ハーヴェスター社』関西大学出版部 2002
- P.オスターマン『アメリカ・新たなる繁栄へのシナリオ』田中和雄,佐藤健司,橋場俊展共訳 ミネルヴァ書房 2003
- スチュアート・D.ブランデス『アメリカン・ウェルフェア・キャピタリズム』関西大学出版部 2004
- ブルーノ・ラミレス『労働者が闘う時 革新主義期の労使関係を巡る政治動向、1898～1916年』関西大学出版部 2004
- P.オスターマン、リチャード・M. ロック, マイケル・J. ピオリ,トマス・A. コーキャン『ワーキング・イン・アメリカ 新しい労働市場と次世代型組合』中川誠士,堀龍二共訳 ミネルヴァ書房 2004
- サンフォード・M.ジャコービィ『日本の人事部・アメリカの人事部 日米企業のコーポレート・ガバナンスと雇用関係』鈴木良始,堀龍二共訳 東洋経済新報社 2005
- クラレンス・J.ヒックス『経営コンサルタントのパイオニア クラレンス・J・ヒックス伝』関西大学出版部 2006
- M. バーチェル,J. ロビン『最高の職場 いかに創り、いかに保つか、そして何が大切か』斎藤智文,中村艶子共訳 ミネルヴァ書房 2012
- F・アマトーリ, A・コリー『ビジネス・ヒストリー グローバル企業誕生への道程』西村成弘共訳 ミネルヴァ書房 2014
- クリストファー・J・サイファース『全国市民連盟の研究 アメリカ革新主義期における活動』関西大学出版部 2016

## 論文
- <伊藤健市